# Edward Lachman
Edward Lachman, född 1948, är en amerikansk filmfotograf och regissör. Han har nominerats för Oscar för bästa foto fyra gånger.

## Filmografi (i urval)
Fotografi om ingen annat anges

- 1997 – Selena
- 1999 – Virgin Suicides
- 2000 – Erin Brockovich
- 2002 – Far from Heaven
- 2002 – Ken Park
- 2002 – Simone
- 2007 – I'm Not There
- 2015 – Carol
- 2023 – El Conde
- 2024 – Maria